# Theodore Boronovskis
Theodore Boronovskis (Lettonia, 27 luglio 1943) è un ex judoka australiano.
Ai Giochi olimpici di Tokyo 1964, fu l'unico rappresentante australiano nelle gare di judo. Gareggiò nelle categoria open dove vinse le prime due gare e perse contro l'olandese Anton Geesink, poi medaglia d'oro nella categoria. Boronovskis è stato l'unico medagliato australiano nel judo fino al 2000.

## Palmarès
Olimpiadi
- 1 medaglia:
  - 1 bronzo (open a Tokyo 1964)